# Верига на стойността
Верига на стойността (на английски: Value chain) е концепция за управление на бизнеса, популяризирана от признатия за водещ специалист по пазарна конкуренция американски икономист Майкъл Портър. Описана е за първи път в неговия труд – Competitive Advantage: Creating and Sustaining Superior Performance.
Веригата на стойността е верига от дейности, по която продуктите преминават последователно, като след всяка дейност повишават стойността си. Веригата на стойността на фирмата и това как фирмата изпълнява различните видове дейност е като цяло отражение на нейната история, стратегия, нейните подходи за реализацията на стратегията, а също и на стопанската дейност на вътрешните подразделения.
По този начин продуктът на фирмата става част от веригата на стойността, създавана за потребителя. „За да се придобият и задържат конкурентни предимства, трябва добре да се разбира както структурата на веригата на създаване на стойността на самата компания, така и положението на компанията в общата система на стойността“.
Създадената за потребителя стойност – това е сумата, която потребителите са готови да платят за предлагания от фирмата продукт. Цеността на продукта за купувача се измерва с общия обем постъпления, изразени като пазарна стойност на продуктите на фирмата, които компанията е в състояние да продаде. Компанията е печеливша, ако пазарната стойност на нейните продукти превишава разходите за производството на тези продукти. Създаването на продукти, чиято стойност за потребителя превишава производствените разходи, е цел на всяка от конкурентните стратегии.
Веригата на стойността позволява да се види от какво се формира тази стойност; тя се състои от видовете дейности по създаване на стойност и печалба или надценка. Видовете дейности, непосредствено създаващи стойност, са различните от физическа и технологична гледна точка операции, изпълнявани от фирмата.
Системата за създаване на стойност на фирма, работеща в даден отрасъл, обхваща веригите на стойността на доставчиците, на самата фирма, на каналите за дистрибуция и на потребителя на продукцията.
Източник на конкурентни предимства са различията между веригите на стойността на конкурентите.

## Компоненти
Декомпозирането на веригата на стойността означава да се идентифицират елементите ѝ, както е направено от Майкъл Портър (Porter, Michael E., (1985). Competitive Advantage, Ch.1), който е разграничил девет елемента на веригата. Основните включват вътрешна и външна логистика, преработка, маркетинг и продажби, поддръжка. Поддържащите елементи на веригата са: технологично развитие, снабдяване, мениджмънт на човешките ресурси, корпоративна инфраструктура.
Маржът (надценката), от която произтича печалбата, е разликата между общата стойност, цената на продукта и сумарните разходи за изпълнение на операциите по създаване на стойността.

### Основни дейности
Основните (или първични) дейности са такива, които имат непосредствено отношение към физическото създаване на продукта, продажбите и придвижването на продукта към купувача, както и обслужването и техническата поддръжка на продукта след придобиването му от купувача.
По-конкретно към първичните дейности се отнасят:
- Логистика на входящите материални потоци – тук се включват дейностите, свързани с получаването, съхраняването и разпространението на всичко, което се използва за производството на продукта, като товарно-разтоварни работи, складови помещения, контрол върху материалните запаси, организация на транспорта, заплащане на доставчиците;
- Операции – включват видовете дейности, свързани с превръщането на изходните материали в краен продукт; това е работата на техническото оборудване, опаковка монтаж, текущ монтаж на оборудването, тестиране, работата на заводите и производствените центрове;
- Логистика на изходящите потоци – включва дейностите, свързани със събирането, съхраняването и физическата дистрибуция на продуктите до купувачите; със съхраняване на готовата продукция на склад, товарно-разтоварните работи, работата на транспорта, доставката на продукта до купувача, обработката на поръчките, определяне на времето за тяхната доставка;
- Маркетинг и продажби – дейности, свързани с това купувачите да могат да придобият продукта и да пожелаят да го придобият; тук се включват продажбите, рекламата, работата на търговския персонал, избора на канал за реализация и взаимоотношения с този канал, ценова политика;
- Следпродажбени услуги – включват дейности, свързани с предоставяне на услуги по поддържането и дори по увеличаването на стойността на продукта: инсталиране, поддръжка и ремонт, техническа помощ, консултации, обучение, доставка на резервни части и настройване на продукта в съответствие с нуждите на потребителите.

### Поддържащите дейности
Поддържащите (или вторични) дейности са насочени към поддръжка на първичните видове дейност и обхващат покупките и доставката, технологичното развитие, управлението на човешките ресурси и фирмената инфрастуктура
По-конкретно към поддържащите дейности се отнасят:
- Фирмената инфраструктура – дейности, свързани с общото управление, с планирането, с финансите и отчетността, с юридическото осигуряване, взаимоотношения с държавата, управление на качеството, застраховане и сигурност, управленски информационни системи, организационна култура и други функции на висшето управление;
- Управление на човешките ресурси – дейности, асоциирани с подбора, назначаването, обучението, развитието и възнагражденията на всички видове персонал, регулиране на работните взаимоотношения;
- Технологично развитие (изследвания и развитие) – дейности, свързани с научноизследователска и развойна дейност, усъвършенстване на продуктите и на технологиите, телекомуникационни системи, развитие на информационните бази, компютризация на поддържащите системи;
- Покупки – дейности, свързани със закупуване на необходимите материали, които се използват на всички етапи на създаването на стойност, а не само за производството; тук се включват покупките на суровини, разходни материали и активи – производствено оборудване, лабораторна апаратура, офисно оборудване, сгради.